# Penneshaw
Penneshaw är en ort i Australien. Den ligger i kommunen Kangaroo Island och delstaten South Australia, omkring 110 kilometer sydväst om delstatshuvudstaden Adelaide. Antalet invånare är 264. Den ligger på ön Kangaroo Island.
Trakten runt Penneshaw är nära nog obefolkad, med mindre än två invånare per kvadratkilometer.. Penneshaw är det största samhället i trakten. 
Trakten runt Penneshaw består till största delen av jordbruksmark. Genomsnittlig årsnederbörd är 753 millimeter. Den regnigaste månaden är juni, med i genomsnitt 143 mm nederbörd, och den torraste är januari, med 21 mm nederbörd.